# 아라칸군

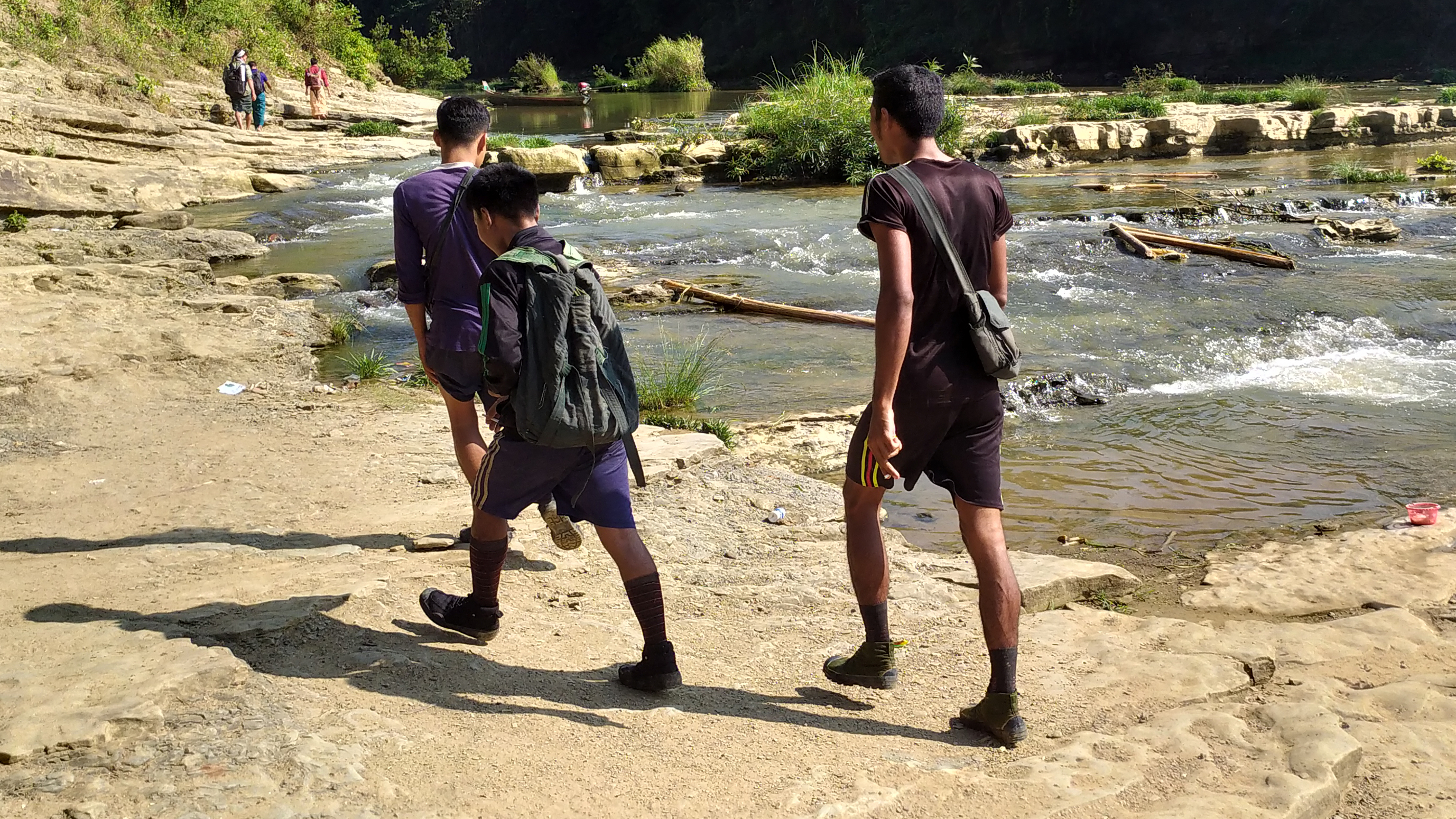

아라카군(미얀마어:အာရက္ခတပ်တော်; 약자 AA)은 2009년 4월 10일 카친주에 설립된 미얀마의 라카인족 반군이다. Twan Mrat Naing 소장이 이끄는 아라칸연합동맹의 군사 조직이다. 국제 엠네스티에 따르면, 아라칸군은 강제노동이나 납치와 같은 민간인을 대상으로 한 폭력을 자행하고 있다. 현재 북부동맹에 속해있다.